# Sulfeto de bismuto(III)
Sulfeto de bismuto(III) é um composto inorgânico de fórmula química Bi2S3. Ocorre na natureza através do mineral bismuthinite - grafia inglesa.

## Síntese
Sulfeto de bismuto(III) pode ser preparado pela reação de um sal de bismuto(3+) com sulfeto de hidrogênio:
2Bi3+ +3H2S → Bi2S3 + 6H+

## Utilização
O composto é utilizado como material de partida para produção de muitos compostos de bismuto. 